# 石本文人
石本 文人（いしもと ふみひと、1976年8月22日 - ）は、日本の元お笑い芸人、元陸上競技選手で、現在はランニングイベントを主催する「TeamZero」代表。
兵庫県神戸市出身。元吉本興業所属。神戸市立横尾中学校、兵庫県立西脇工業高等学校を経て中央大学卒業。陸上競技の指導者として活動している。
現在は、ランニングイベントを主催する「TeamZero」代表として、たまねぎリレーマラソンを全国で開催している。

## 芸歴
2006年の吉本新喜劇『第2個目金の卵オーディション』にて、森田まりこらとともに合格。1年で笑いの殿堂・なんばグランド花月の舞台に立つ。2008年に退団。

## 略歴
同期の小島忠幸（のち西脇工業）らとともに中学時代から全国トップレベルの中・長距離ランナーとして活躍。ジュニアオリンピック陸上競技大会で記録した3000メートル8分31秒43は、当時中学日本新記録、2007年現在もなお兵庫県中学記録である。
1992年、陸上競技長距離の名門西脇工業高校に入学し、1年時は全国高校駅伝で2区3kmを走り、3区奥谷亘（3年）、4区小島宗幸（2年）、5区小島忠幸（1年）を配するチームも優勝。1993年の2年時、同駅伝で花の1区10kmを走り8位、ダニエル・ジェンガ（仙台育英2年）が区間賞。3区小島忠幸（2年）、4区小島宗幸（3年）を配するチームは3位だった。1994年の3年時も、報徳学園に兵庫県予選で敗れはしたものの近畿地区代表として出場を果たし、エースとして2年連続花の1区を走った。同駅伝でダニエル・ジェンガ（3年）が1区10kmで29分台を超える区間新28:57 をマークし2年連続区間賞。1位ダニエル・ジェンガ、2位29:37古田哲弘（浜松商業2年）らに次ぐ5位29:43をマークし、3区小島忠幸（3年）、アンカー7区前田泰秀（2年）を配するチームを優勝に導いた。
中央大学では箱根駅伝に3度出場。1996年大会は1区を走り、中大の最後の総合優勝（2021年現在）に貢献した。
中大卒業後は、積水化学、スズキ陸上部に在籍し、長距離ランナーとして活躍していた。実家は淡路島で民宿を経営している。
芸人、パーソナルトレーナー、ランニング指導者を経て、現在はランニングイベントを主催するTeamZero代表。
たまねぎリレーマラソン・ベジタブルでワンダフルＲＵＮなどユニークで楽しめるランニングイベントを全国で開催している。